# Hansjörg Biener
Hansjörg Biener (* 1961 in Wiesbaden) ist ein deutscher evangelischer Theologe und Medienjournalist. Er ist Professor für Fachdidaktik an der Universität Erlangen-Nürnberg.
Biener wurde in Wiesbaden geboren und wuchs vor allem in Münster und Neu-Ulm auf. Nach dem Studium der evangelischen Theologie, Philosophie und Soziologie und wurde 1991 mit einer Arbeit über christliche Rundfunkarbeit promoviert. Er arbeitete in Gemeinden in Nürnberg und Amberg. Zudem war er Referent eines Regionalbischofs und Koordinator einer Kommission für Friedenserziehung. 2004 wurde er mit einer Arbeit über multiperspektivische Didaktik habilitiert. Derzeit ist er an der Universität Erlangen-Nürnberg tätig.
Hansjörg Bieners Themen und publizistische Tätigkeiten liegen in den Bereichen Medien, interkultureller und interreligiöser Dialog, Kirchengeschichte und nicht zuletzt Religionspädagogik im Dialog mit anderen Fachdidaktiken.

## Publikationen
- Die Kreuzzüge in Lehrplan und Schulbuch : eine fachwissenschaftliche, fachdidaktische und politische Analyse bayerischer Geschichtslehrpläne und -bücher des 20. und 21. Jahrhunderts,  Klinkhardt, Bad Heilbrunn, 2011, ISBN 978-3-7815-1824-7
- Herausforderungen zu einer multiperspektivischen Schulbucharbeit. Eine exemplarische Analyse am Beispiel der Berücksichtigung des Islam in Religions-, Ethik- und Geschichtsbüchern., aus der Reihe „Pädagogische Beiträge zur Kulturbegegnung“, Band 25, EB-Verlag, 2007, ISBN 9783936912432
- Die Kreuzzüge in deutschen Religions- und Geschichtsbüchern : Analysen zur Verbesserung ihrer Darstellung, aus der Reihe „Pädagogische Beiträge zur Kulturbegegnung“, Band 31, EB-Verlag,  2014, ISBN 978-3-86893-111-2
- Herausforderungen zu einer multiperspektivischen Didaktik. Eine Problemdarstellung anhand einer Lehrplananalyse zur Berücksichtigung des Islam im Religions-, Ethik- und Geschichtsunterricht. 2006 EB-Verlag. ISBN 978-3-936912-29-6